# Jan van Hooff (politicus)

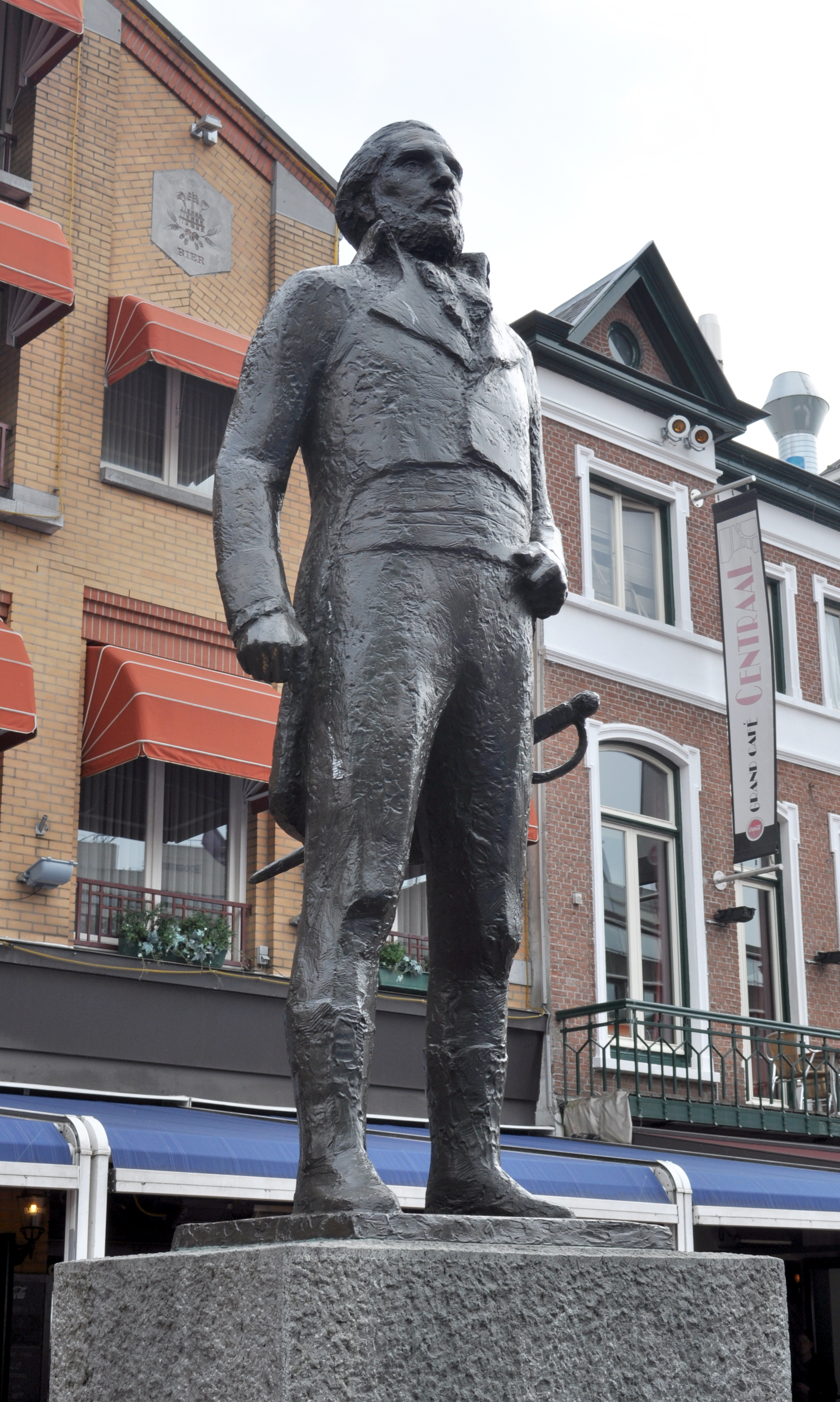
Jan van Hooff (1992) door Auke Hettema op de Markt in Eindhoven.

Johan Frederik Rudolph van Hooff (Eindhoven, 26 augustus 1755 – Utrecht, 13 juni 1816) was een patriottistisch staatsman.

## Biografie
Van Hooff werd geboren als zoon van burgemeester Martinus van Hooff en Anna Elisabeth Bols van Arendonck. Hij promoveerde te Nancy in de rechten en begon een advocatenpraktijk te Eindhoven. In 1786 werd hij tot burgemeester van deze stad gekozen.
Hij was in zijn verdere loopbaan onder andere lid van de Eerste en Tweede Nationale Vergadering, het Uitvoerend Bewind en het Wetgevend Lichaam.
In 1786 richtte hij, samen met Amandus van Moorsel, de Vaderlandse Sociëteit Concordia op, wat in naam een gezelligheidsvereniging, in feite echter een Patriottische organisatie was. Diverse notabelen waren hiervan lid.
Samen met andere Eindhovense Patriotten ging Jan van Hooff in 1787 naar Utrecht om zich bij het Patriottenleger aan te sluiten. Dit werd echter verslagen door het Pruisische leger.
Daarop werd Jan wegens zijn patriottische activiteiten in oktober 1787 in opdracht van de Staten-Generaal gevangengenomen en naar 's-Gravenhage gevoerd. Na korte tijd werd hij vrijgelaten en ging hij terug naar Eindhoven.Op 12 februari 1788 werd hij opnieuw gevangengenomen, nu in Eindhoven, maar hij wist te ontsnappen.
In 1789 was in de Zuidelijke Nederlanden een republiek uitgeroepen onder de naam Verenigde Nederlandse Staten, die echter niet lang standhield. Uit vrees dat deze opstand naar de Generaliteitslanden zou overslaan werd in Eindhoven een garnizoen gelegerd. In 1792 was hij, samen met Daendels in Parijs, waar de Franse Republiek was uitgeroepen. Hij zocht en vond steun bij de Fransen voor de herstelling van de Bataafse vrijheid, en op 6 maart 1793 arriveerden de Fransen te Eindhoven en werd daar de vrijheidsboom geplant. Daarna werden de Fransen tijdelijk door de Oostenrijkers verdreven, maar na de Slag bij Fleurus in 1794 kwamen zij definitief.
Als lid van het Bataafs revolutionair comité raakte Jan van Hooff echter in 1794 bij Robespierre in ongenade. Hij werd op 28 mei 1794 gearresteerd en in de Conciergerie te Parijs gevangengezet. Een schrijffout in zijn naam redde hem van de guillotine en op 29 oktober 1794 werd hij wederom in vrijheid gesteld.
Na de staatsgreep van 22 januari 1798 werd hij opnieuw gevangengenomen en gevangen gehouden, eerst op de Poort te 's-Gravenhage en vervolgens op het Huis ten Bosch.
Zijn vrijlating volgde op 14 juli 1798.
In 1806 werd hij directeur-generaal van Justitie en Politie en later in datzelfde jaar minister van Justitie en Politie, een positie die hij tot in 1807 behield.
Wegens ziekte nam mr. M. baron van der Goes van Dirxland, minister van Buitenlandse Zaken, voor hem waar van 8 tot 22 mei 1807.
Hierna wordt hij nog staatsraad, vanaf 1810 was
hij ambteloos burger. Van Hooff stierf ongehuwd.
Op de Markt te Eindhoven staat het standbeeld van Van Hooff van de beeldhouwer Auke Hettema.